# انجمن تحریم پاورپوینت
انجمن تحریم پاورپوینت (به انگلیسی: Anti PowerPoint Party) و مخفف آن APPP یک حرکت سیاسی در سوئیس برای کاهش استفاده حرفه‌ای از مایکروسافت پاورپوینت و دیگر نرم‌افزارهای ارائه است. این انجمن ادعا می‌کند که این نرم‌افزارها ۲٫۱ میلیارد فرانک سوئیس به اقتصاد سویس خسارت وارد کرده و در ۹۵ درصد موارد کیفیت ارائه را کاهش می‌دهد.
پیشنهاد این انجمن استفاده از فلیپ چارت به عنوان یک جایگزین برای نرم‌افزارهای ارائه است. انجمن تحریم پاورپوینت توسط یک مهندس نرم‌افزار به نام ماتیاس پوهم در سال ۲۰۱۱ در سویس ایجاد شد. هدف این انجمن برگزاری رفراندوم برای تحریم پاورپوینت است.